# Magnetospirillum magnetotacticum
Magnetospirillum magnetotacticum ist ein gramnegatives, mikroaerophiles, spiralförmiges, durch Geißel bewegliches und zur Aerotaxis fähiges Bakterium, das 1975 von R. P. Blakemore entdeckt wurde. Es kommt in der Sedimentschicht sauerstoffarmer Gewässer vor. Die Art ist 1981 ursprünglich mit einem anderen Namen (Aquaspirillum magnetotacticum) beschrieben, 1991 der neu vorgeschlagenen Gattung Magnetospirillum zugeordnet und 1992 mit dem neuen Namen Magnetospirillum magnetotacticum bestätigt worden. Die Umbenennung erfolgte aufgrund der Ähnlichkeit zu Magnetospirillum gryphiswaldense.
Die bemerkenswerteste Eigenschaft von M. magnetotacticum ist die Fähigkeit zur Magnetotaxis. Dazu hat das Bakterium im Cytoplasma eigene Organellen, die Magnetosomen, die aus Magnetit-Ketten bestehen.
Ähnliche Magnetit-Ketten wurden 1996 von NASA-Forschern im Marsmeteorit ALH 84001 gefunden, was diese als einen Hinweis für die eventuelle Existenz von Leben auf diesem Planeten ansahen. Bislang konnte jedoch kein Beweis für Leben auf dem Mars gefunden werden.
Magnetospirillum magnetotacticum ist auch in der Lage Uran zu fixieren. Das Bakterium nimmt Uran aus der Umgebung auf und baut es in die Peptidoglycanschicht der Zellwand ein. Es ist somit interessant für die Reinigung von mit Uran verschmutzten Orten, wie z. B. beim Uranabbau oder bei Kernkraftwerken.

## Datenbanken
- LPSN, Stichwort „Magnetospirillum“ – https://www.bacterio.net/magnetospirillum.html
- NCBI, Taxonomy browser, Stichwort „Magnetospirillum magnetotacticum“ – https://www.ncbi.nlm.nih.gov/Taxonomy/Browser/wwwtax.cgi?id=188